# Atarba augusta
Atarba augusta là một loài ruồi trong họ Limoniidae. Chúng phân bố ở miền Australasia.